# Martin Bujard
Martin Bujard (* 21. Juli 1975 in Worms) ist ein deutscher Soziologe.

## Berufliches
Bujard studierte Politikwissenschaft, Psychologie und Rechtswissenschaft an der Universität Heidelberg und wurde 2010 an der Fakultät für Wirtschafts- und Sozialwissenschaften der Universität Heidelberg promoviert. 2019 habilitierte er sich an der Johannes-Gutenberg-Universität Mainz und erhielt die Venia legendi für Soziologie.
Er arbeitete 2009–2011 an der Humboldt-Universität zu Berlin als wissenschaftlicher Koordinator in der Akademiegruppe Zukunft mit Kindern und 2011-2014 am Bundesinstitut für Bevölkerungsforschung (BiB) in Wiesbaden.
Seit 2015 ist er Forschungsdirektor am BiB und leitet den Bereich „Familie und Fertilität“. 2021 wurde er zusätzlich als Stellvertretender Direktor des BiB ernannt.
Seit 2022 ist Bujard Honorarprofessor für Medizinische Soziologie und Familiensoziologie an der Ruprecht-Karls-Universität Heidelberg.

## Forschung
Forschungsschwerpunkte
In seiner Forschung befasst sich Bujard vor allem mit der Frage, wie persönliche Einstellungen, gesellschaftliche und politische Rahmenbedingungen im Lebensverlauf der Menschen Familien prägen. Dazu gehören die Entscheidung für Kinder, die Vereinbarkeit von Beruf und Familie, die Stabilität familiärer Beziehungen und die Gesundheit von Kindern, Jugendlichen und Eltern.
Auf Grund seiner empirischen Forschungsergebnisse hat Bujard bereits 2011 einen Anstieg der Geburtenrate infolge von familienpolitischen Reformen wie dem Ausbau der Kinderbetreuung für Deutschland vorausgesagt. Den Anstieg der Geburtenrate vom jahrzehntelangen Tief um 1,3 auf dann 1,5 Kinder pro Frau ab 2015, der etwa 100 000 Geburten pro Jahr entspricht, führt er auf den Ausbau von Kitas und Ganztagsschulen sowie den höheren Anteil von Migranten zurück. Das Elterngeld habe zu einem Anstieg der Geburten bei Akademikerinnen beigetragen. Den Geburtenrückgang der Jahre 2022 und 2023 in Europa führt er auf Unsicherheiten infolge multipler Krisen zurück.
Bujard fordert Verbesserungen der Vereinbarkeit von Familie und Beruf durch Politik und Betriebe, um den egalitäreren Lebensvorstellungen der jungen und mittleren Generation besser gerecht zu werden. Gleichzeitig helfe dies Paaren Kinderwünsche umzusetzen und führe zu höherer Müttererwerbstätigkeit und mehr Gleichstellung.
In der Covid-19-Pandemie erforschte Bujard die psychosozialen Folgen bei Kindern und Jugendlichen und kritisierte die monatelangen Schulschließungen. Eine von ihm geleitete Studie des BiB zeigte, dass die Zahl der Jugendlichen mit klinisch relevanter depressiver Symptomatik im ersten Corona-Lockdown 2020 deutlich angestiegen ist. Er stellte diese Studie 2021 u. a. im Krisenstab der Bundesregierung vor. 2022 und 2023 zeigte er mit u. a. Helena Ludwig-Walz in europaweiten Vergleichsstudien, dass Schulschließungen während der Pandemie zentrale Faktoren für einen Anstieg an Depressionen, Angststörungen und einen Rückgang der körperlichen Aktivität bei Kindern und Jugendlichen waren.
Forschungsprojekte
Bujard ist Mitgründer und Verbundkoordinator des familiendemografischen Panels FReDA. Bei FReDA werden zweimal im Jahr etwa 30.000 Personen im Alter von 18 bis 55 Jahren zu partnerschaftlichen und familialen Lebenssituationen in Deutschland befragt und der Forschung repräsentative Daten zur Verfügung gestellt.
Am Generation and Gender Survey (GGS) ist Bujard seit 2015 beteiligt, dabei u. a. an der Fragebogenentwicklung und an mehreren erfolgreichen EU-Anträgen.

## Akademische und gesellschaftliche Mitgliedschaften
Von 2016 bis 2019 war er Mitglied der Arbeitsgruppe „Eckpunkte für ein Fortpflanzungsmedizingesetz“ der Nationalen Akademie der Wissenschaften Leopoldina.
Seit 2016 ist er Vertreter Deutschlands im Consortium Board des von der europäischen Kommission geförderten Generation and Gender Programmes (GGP).
2019 wurde er als Präsident der Evangelischen Arbeitsgemeinschaft Familie (eaf) gewählt, dem familienpolitischen Dachverband evangelischer, familienbezogener Institutionen und Verbände.
Seit 2020 ist Bujard Mitglied im Wissenschaftlichen Beirat für Familienfragen des Bundesministeriums für Familie, Senioren, Frauen und Jugend.

## Privates
Bujard ist evangelisch und hat zwei Kinder.

## Auszeichnungen
European Large Families Confederation (ELFAC) Award, in der Kategorie „personality“ (2021).

## Veröffentlichungen (Auswahl)
Google scholar verzeichnet 126 Publikationen unter Beteiligung Martin Bujards. Dies ist eine Auswahl von Monografien und Artikeln in internationalen wissenschaftlichen Fachzeitschriften und populärwissenschaftlichen Formaten.
Familienpolitik & Vereinbarkeit Familie und Beruf
- mit Hans Bertram und Wiebke Rösler: Rush-hour des Lebens. In: Journal für Reproduktionsmedizin und Endokrinologie 8 (2), 2011, S. 91-99. www.kup.at/journals/inhalt/1354.html
- Die fünf Ziele des Elterngelds im Spannungsfeld von Politik, Medien und Wissenschaft. In: Zeitschrift für Familienforschung 25 (2), 2013, S. 132-153. https://doi.org/10.20377/jfr-150
- Wie passt das zusammen? Familienleitbilder junger Menschen und Parteipositionen zur Familienpolitik. In: Aus Politik und Zeitgeschichte 30–31/2017, S. 9–15.

Gesundheit von Kindern, Jugendlichen und Eltern
- mit Inga Laß, Sabine Diabaté, Harun Sulak und Norbert Schneider: Eltern während der Corona-Krise. Zur Improvisation gezwungen, in: BiB.Bevölkerungs.Studien 1/2020, https://doi.org/10.12765/bro-2020-01
- mit anderen: Belastungen von Kindern, Jugendlichen und Eltern in der Corona-Pandemie. BiB.Bevölkerungs.Studien 2/2021. https://doi.org/10.12765/bro-2021-02
- mit Helena Ludwig-Walz et al.: Increase of depression among children and adolescents after the onset of the COVID‑19 pandemic in Europe. In: Child and Adolescent Psychiatry Mental Health 16, 109, 2022. https://Doi.org/10.1186/s13034-022-00546-y
- mit Helena Ludwig-Walz et al.: How the COVID-19 pandemic and related school closures reduce physical activity among children and adolescents in the WHO European Region. In: International Journal of Behavioral Nutrition and Physical Activity 20, 149, 2023. https://doi.org/10.1186/s12966-023-01542-x

Demografischer Wandel
- Demografischer Wandel. In: Informationen zur politischen Bildung, Heft 350 (Hg. Bundeszentrale für Politische Bildung), 2022. https://www.bpb.de/system/files/dokument_pdf/IzPB_350_Demografischer-Wandel_barrierefrei.pdf

Fertilität
- Geburtenrückgang und Familienpolitik. Dissertation. Baden-Baden: Nomos, 2011. https://doi.org/10.5771/9783845231211
- mit Jasmin Passet: Wirkungen des Elterngelds auf Einkommen und Fertilität. In: Zeitschrift für Familienforschung 25 (2), 2013, S. 212-237. https://doi.org/10.20377/jfr-154
- mit Harun Sulak: Mehr Kinderlose oder weniger Kinderreiche? In: Kölner Zeitschrift für Soziologie und Sozialpsychologie 68 (3), 2016, S. 487-514. https://doi.org/10.1007/s11577-016-0373-6
- mit Gunnar Andersson: Fertility declines near the end of the COVID-19 pandemic. European Journal of Population 40, 4, 2024. https://doi.org/10.1007/s10680-023-09689-w

Dateninfrastrukturen
- mit anderen Mitarbeitenden des FReDA-Konsortiums: FReDA – The German Family Demography Panel Study. GESIS, Cologne. ZA7777 Data File Version 1.0.0, 2022 bis 4.0.0, 2024. https://dx.doi.org/10.4232/1.13745
- mit Norbert F. Schneider et al.: Family Research and Demographic Analysis (FReDA). In: Comparative Population Studies 46, 2021, S. 149–186.
- mit Gert G. Wagner, (2023): Die Zukunft sozialwissenschaftlicher Surveys und Panelinfrastrukturen. In: WISTA, Wirtschaft und Statistik, 6-2023, 56-68.